# Philip Gardelin
Phillip Gardelin (død 1740) var 1733-1736 guvernør på de Dansk Vestindiske Øer. Han blev den 12. november 1734 udnævnt til kommandant på Christiansfort. Han var gift med Barbara Dietrichs. 

## Karriere
Gardelin blev ansat som bogholder i Vestindisk Kompagni. Han blev senere faktor. I 1723 købte han Strandgade 28 i København. I 1728 solgte han huset til en bogholder fra kompagniet, og rejste selv et par år senere tilbage til Vestindien, hvor han opnåede at blive guvernør over St. Thomas og St. Jan. Han blev udnævnt til vicekommandant i 1732. Han blev udnævnt guvernør for tre år. Han blev indsat i tjenesten 23. februar 1733 og afskediget igen den 22. november 1735 med fratrædelse pr 21. februar 1736. Han rejste tilbage til Danmark i 1736 og blev brygger på Christianshavn.

## Slaveforordningen fra 1733
Gardelin indførte en meget hård politik i behandlingen af slaver ved sin forordning af 5. september 1733. Det udstedtes få uger før udbruddet af det store slaveoprør på Sankt Jan i 1733-34, uden dog at være årsag til dette.